# Kanton Patay
Patay is een voormalig kanton van het Franse departement Loiret. Het kanton maakte deel uit van het arrondissement Orléans. Het werd opgeheven bij decreet van 25 februari 2014 met uitwerking op 22 maart 2015. Alle gemeenten werden toegevoegd aan het  kanton Meung-sur-Loire

## Gemeenten
Het kanton Patay omvatte de volgende gemeenten:
- Boulay-les-Barres
- Bricy
- Bucy-Saint-Liphard
- La Chapelle-Onzerain
- Coinces
- Gémigny
- Patay (hoofdplaats)
- Rouvray-Sainte-Croix
- Saint-Péravy-la-Colombe
- Saint-Sigismond
- Tournoisis
- Villamblain
- Villeneuve-sur-Conie